# Enos Slaughter
Pour les articles homonymes, voir Slaughter.
Enos Bradsher « Country » Slaughter, né le 27 avril 1916 à Roxboro (Caroline du Nord) et décédé le 12 août 2002 à Durham (Caroline du Nord), est un joueur américain de baseball évoluant en Ligue majeure de baseball au poste de champ droit entre 1938 et 1959. 
Il remporte quatre Séries mondiales, est sélectionné dix fois au match des étoiles de la Ligue majeure de baseball et est élu au Temple de la renommée du baseball en 1983. Son numéro est retiré par les Cardinals de Saint-Louis en 1996.

## Carrière
Enos Slaughter commence sa carrière en Ligue mineure à Martinsville en 1935 avant d'intégrer Columbus pour les deux années suivantes, une organisation affiliée aux Cardinals de Saint-Louis où il réalise de bonnes performances, notamment à la frappe. 
Il est sélectionné par les Cardinal de Saint-Louis en 1938 pour évoluer en Ligue majeure. Il y évolue jusqu'en 1943 avant de servir dans l'armée pendant la Seconde Guerre mondiale pendant trois ans. Il retrouve les Cards à son retour en 1946, année où il mène la Ligue nationale en points produits avec 130 et où l'équipe remporte la Série mondiale. Dans la septième et dernière rencontre de la Série, il marque le point de la victoire sur une course osée en huitième manche, un jeu surnommée le Mad Dash et que le Sporting News listera dixième sur les 25 plus beaux moments de baseball en 1999.
En 1947, Enos frappe un roulant en champ intérieur et marche sur le pied du première base Jackie Robinson, provoquant une altercation entre les joueurs et leurs équipes. Cet incident n'est pas le seul et les tensions sont importantes entre les Cardinals et les Brooklyn Dodgers, à la lutte pour les titres de champion de division dans les années 1940. Leo Durocher, manager des Dodgers et ancien Cardinals, n'y serait pas étranger. Rien ne prouve que Slaughter l'ait fait exprès car il est réputé pour son jeu agressif et aucun élément ne vient confirmer les rumeurs selon lesquelles il voulait organiser une grève contre l'intégration de Jackie Robinson en Ligue majeure. Cet accrochage et les suspicions de racisme entacheront sa réputation en fin de carrière.
Il est sélectionné au match des étoiles de la Ligue majeure de baseball sans discontinuer entre 1941 et 1953 avec les Cardinals, soit dix fois puisqu'il servait dans l'armée entre 1943 et 1946. Il remporte la Série mondiale deux fois avec Saint-Louis.
En 1954, il s'engage avec les Yankees de New York pour deux années. Il effectue un court passage chez les Kansas City Athletics à cheval sur 1955 et 1956 avant de retrouver les Yankees en fin de saison pour remporte la Série mondiale. Les Yankees la remportent une nouvelle fois deux ans plus tard, en 1958. Enos est transféré chez les Milwaukee Braves en cours de saison en 1959, sa dernière année dans les Ligues majeures.
Il retourne jouer et manager en Ligue mineure en 1960 et 1961 à Houston puis Raleigh avant de mettre un terme à sa carrière.
Il est élu au Temple de la renommée du baseball en 1985 sur vote du Comité des Vétérans. Son numéro, le 9, est retiré par les Cardinals en 1996.
Il décède à Durham en 2002.

## Statistiques

### Ligue mineure
| Saison | Équipe       | G   | AB    | R  | H   | 2B  | 3B | HR | RBI | SB | BB  | SO | BA   | OBP   | SLG  |
| ------ | ------------ | --- | ----- | -- | --- | --- | -- | -- | --- | -- | --- | -- | ---- | ----- | ---- |
| 1935   | Martinsville | 109 | 422   | ?  | 115 | 25  | 11 | 18 | ?   | ?  | ?   | ?  | .273 | ?     | .512 |
| 1936   | Columbus     | 151 | 569   | ?  | 185 | 31  | 20 | 9  | ?   | ?  | ?   | ?  | .325 | ?     | .497 |
| 1937   | Columbus     | 154 | 642   | ?  | 245 | 42  | 13 | 26 | ?   | ?  | ?   | ?  | .382 | ?     | .609 |
| 1960   | Houston      | 40  | 45    | 7  | 13  | 3   | 1  | 1  | 8   | 1  | 13  | 6  | .289 | .448  | .467 |
| 1961   | Raleigh      | 42  | 41    | ?  | 14  | 1   | 0  | 0  | ?   | ?  | ?   | ?  | .341 | ?     | .366 |
| Totaux | 5 ans        | 496 | 1 719 | 7* | 572 | 102 | 45 | 54 | 8*  | 1* | 13* | 6* | .333 | .338* | .539 |

* Statistiques incomplètes.

### Ligue majeure
| Saison | Équipe | G     | AB    | R     | H     | 2B  | 3B  | HR  | RBI   | SB | BB    | SO  | BA   | OBP  | SLG  |
| ------ | ------ | ----- | ----- | ----- | ----- | --- | --- | --- | ----- | -- | ----- | --- | ---- | ---- | ---- |
| 1938   | STL    | 112   | 395   | 59    | 109   | 20  | 10  | 8   | 58    | 1  | 32    | 38  | .276 | .330 | .438 |
| 1939   | STL    | 149   | 604   | 95    | 193   | 52  | 5   | 12  | 86    | 2  | 44    | 53  | .320 | .370 | .482 |
| 1940   | STL    | 140   | 516   | 96    | 158   | 25  | 13  | 17  | 73    | 8  | 50    | 35  | .306 | .370 | .504 |
| 1941   | STL    | 113   | 425   | 71    | 132   | 22  | 9   | 13  | 76    | 4  | 53    | 28  | .311 | .390 | .496 |
| 1942   | STL    | 152   | 591   | 100   | 188   | 31  | 17  | 13  | 98    | 9  | 88    | 30  | .318 | .412 | .494 |
| 1946   | STL    | 156   | 609   | 100   | 183   | 30  | 8   | 18  | 130   | 9  | 69    | 41  | .300 | .374 | .465 |
| 1947   | STL    | 147   | 551   | 100   | 162   | 31  | 13  | 10  | 86    | 4  | 59    | 27  | .294 | .366 | .452 |
| 1948   | STL    | 146   | 549   | 91    | 176   | 27  | 11  | 11  | 90    | 4  | 81    | 29  | .321 | .409 | .470 |
| 1949   | STL    | 151   | 568   | 92    | 191   | 34  | 13  | 13  | 96    | 3  | 79    | 37  | .336 | .418 | .511 |
| 1950   | STL    | 148   | 556   | 82    | 161   | 26  | 7   | 10  | 101   | 3  | 66    | 33  | .290 | .367 | .415 |
| 1951   | STL    | 123   | 409   | 48    | 115   | 17  | 8   | 4   | 64    | 7  | 67    | 25  | .281 | .386 | .391 |
| 1952   | STL    | 140   | 510   | 73    | 153   | 17  | 12  | 11  | 101   | 6  | 70    | 25  | .300 | .386 | .445 |
| 1953   | STL    | 143   | 492   | 64    | 143   | 34  | 9   | 6   | 89    | 4  | 80    | 28  | .291 | .395 | .433 |
| 1954   | NYY    | 69    | 125   | 19    | 31    | 4   | 2   | 1   | 19    | 0  | 28    | 8   | .248 | .386 | .336 |
| 1955   | NYY    | 10    | 9     | 1     | 1     | 0   | 0   | 0   | 1     | 0  | 1     | 1   | .111 | .200 | .111 |
| 1955   | KCA    | 108   | 267   | 49    | 86    | 12  | 4   | 5   | 34    | 2  | 41    | 18  | .322 | .408 | .453 |
| 1956   | KCA    | 91    | 223   | 37    | 62    | 14  | 3   | 2   | 23    | 1  | 29    | 20  | .278 | .362 | .395 |
| 1956   | NYY    | 24    | 83    | 15    | 24    | 4   | 2   | 0   | 4     | 1  | 5     | 6   | .289 | .330 | .386 |
| 1957   | NYY    | 96    | 209   | 24    | 53    | 7   | 1   | 5   | 34    | 0  | 40    | 19  | .254 | .369 | .368 |
| 1958   | NYY    | 77    | 138   | 21    | 42    | 4   | 1   | 4   | 19    | 2  | 21    | 16  | .304 | .396 | .435 |
| 1959   | NYY    | 74    | 99    | 10    | 17    | 2   | 0   | 6   | 21    | 1  | 13    | 19  | .172 | .265 | .374 |
| 1959   | MLN    | 11    | 18    | 0     | 3     | 0   | 0   | 0   | 1     | 0  | 3     | 3   | .167 | .286 | .167 |
| Totaux | 19 ans | 2 380 | 7 946 | 1 247 | 2 383 | 413 | 148 | 169 | 1 304 | 71 | 1 018 | 538 | .300 | .382 | .453 |

| Série  | Équipe | G  | AB | R  | H  | 2B | 3B | HR | RBI | BB | SO | SB | BA   | SLG  |
| ------ | ------ | -- | -- | -- | -- | -- | -- | -- | --- | -- | -- | -- | ---- | ---- |
| 1942   | STL    | 5  | 19 | 3  | 5  | 1  | 0  | 1  | 2   | 3  | 2  | 0  | .263 | .474 |
| 1946   | STL    | 7  | 25 | 5  | 8  | 1  | 1  | 1  | 2   | 4  | 3  | 1  | .320 | .560 |
| 1956   | NYY    | 6  | 20 | 6  | 7  | 0  | 0  | 1  | 4   | 4  | 0  | 0  | .350 | .500 |
| 1957   | NYY    | 5  | 12 | 2  | 3  | 1  | 0  | 0  | 0   | 3  | 2  | 0  | .250 | .333 |
| 1958   | NYY    | 4  | 3  | 1  | 0  | 0  | 0  | 0  | 0   | 1  | 1  | 0  | .000 | .000 |
| Totaux | Totaux | 27 | 79 | 17 | 23 | 3  | 1  | 3  | 8   | 15 | 8  | 1  | .291 | .468 |

Note : G = Matches joués ; AB = Passage au bâton; R = Points ; H = Coups sûrs ; 2B = Doubles ; 3B = Triples ; HR = Coup de circuit ; 
RBI = Points produits ; BB = buts-sur-balles ; SO = Retraits sur des prises ; SB = Buts volés ; BA = Moyenne au bâton ; SLG = Moyenne de puissance.